# Nicolas Claude Duval-le-Roy
Pour les articles homonymes, voir Duval.
Nicolas-Claude Duval-le-Roy (né le 14 juillet 1731 à Bayeux,, – Brest, 6 décembre 1810) est un mathématicien et hydrographe français.
Nicolas-Claude Duval-le-Roy était professeur à l’école de marine de Brest et secrétaire de l'Académie de marine de Brest.
On lui doit tous les articles Mathématiques dans le Dictionnaire de marine qui fait partie de l’Encyclopédie méthodique.

## Biographie
Il est le fils de Gaspard Le Roy et de Claudine Savarin. Il épouse Charlotte Laloison.

## Œuvres
- Instruction sur les baromètres marins, 1784.
- Supplément a l'optique de Smith, chez R. Malassis, 1800 [lire en ligne].
- Elémens de navigation, Chez Malassis à Brest, 1802.

## Traductions
- Traité de l’optique, Robert Smith, 1767 (de l’anglais), et préface [lire en ligne].
- Du mariage des prêtres, 1789 (du portugais).